# ژیلیندر
ژیلیندر (به صربی: Žilindar) یک کوه در صربستان است که در مرز صربستان و مونته‌نگرو واقع شده‌است. ژیلیندر ۱٬۶۱۶ متر بالاتر از سطح دریا واقع شده‌است.